# Флэннери, Кент
Кент Флэннери (Фланнери) (Kent Vaughn Flannery; род. 1934, Филадельфия, Пенсильвания) — американский археолог и антрополог. Заслуженный Университетский профессор Мичиганского университета, член НАН США (1978) и Американского философского общества (2004).

## Биография
Вырос в штате Мэриленд. Один из школьных учителей привил Кенту сильный интерес к зоологии, экологии и эволюции. Окончил Чикагский университет (бакалавр, 1954), продолжил учиться на магистра зоологии. В 1957—1958 годах занимался в Мексике (чуть позже участвовал там в раскопах под началом Robert McCormick Adams Jr.). По возвращении в Чикаго переключился на антропологию. В том же Чикагском университете получил докторскую степень, в 1964 году. Стал профессором археологии Мичиганского университета и куратором зооархеологии в его музее антропологии, ныне (с 1985) именной заслуженный Университетский профессор (James B. Griffin Distinguished University Professor). Учился у него Роберт Дреннан.
Почётный доктор (1987).
Входит в консультативный совет журнала World Archaeology.
Публиковался в Proceedings of the National Academy of Sciences.
В 1972 г. он определил сегрегацию и централизацию как характерные черты государств.
Он читал «Ружья, микробы и сталь» еще в рукописи.

## Труды
Автор и редактор трудов:
- «The Early Mesoamerican Village» (1976)
- «The Cloud People : Divergent Evolution of Zapotec and Mixtec Civilisations» (1983)
- «Gila Naquitz: Archaic Foraging and Early Agriculture» (1986)
- «The Flocks of Wamani : A Study of Llama Herders on the Punas of Ayacucho, Peru» (1989)
- «Early Formative Pottery of the Valley of Oaxaca» (1994)
- «Zapotec Civilisation : How Urban Society Evolved in Mexico’s Oaxaca Valley» (1997) | «Сапотекская цивилизация. История развития урбанистического общества в мексиканской долине Оахака»
- Kent Flannery and Joyce Marcus, eds. The Creation of Inequality: How Our Prehistoric Ancestors Set the Stage for Monarchy, Slavery and Empire (Cambridge, Massachusetts, and London, Harvard University Press, 2012, 631 pp. ISBN 978-0-674-06469-0)